# Siler montanum
Siler montanum är en flockblommig växtart som beskrevs av Heinrich Johann Nepomuk von Crantz. Siler montanum ingår i släktet Siler och familjen flockblommiga växter. Inga underarter finns listade i Catalogue of Life.